# Pterygotrigla arabica
Pterygotrigla arabica är en fiskart som först beskrevs av Boulenger, 1888.  Pterygotrigla arabica ingår i släktet Pterygotrigla och familjen knotfiskar. Inga underarter finns listade i Catalogue of Life.